# Tuusula
Tusby [tʉ̟ːsbʏ] (svensk: Tusby, finsk: Tuusula) er en kommune i Nylands landskab i Finland. Tusby kommune har cirka 39.718 indbyggere og et samlet areal på 225,46 km². Tusby kommunes administrative center er Skavaböle.
Tusby grænser til kommunerne Vanda, Nurmijärvi, Träskända, Hyvinge, Sibbo og Kervo. Kervo og Träskända har tidligere været en del af Tusby. Kervo blev en selvstændig kommune i 1924 og Träskända i 1951.
Tusby kommuns sproglige status er ensproget finsk, men indtil 1943 var den tosproget med finsk som majoritetssprog og svensk som minoritetssprog.